# Rafija palma
Rafija palma (liko palma, lat. Raphia) rod korisnog, vazdazelenog drveća iz porodice palmi. Postoji 22 priznatih vrsta koje rastu po tropskoj Amerci i Africi. 
Hrvatski naziv za rafiju je liko od kojeg se radi vezivo koje se koristi u izradi raznih rukotvorina, kao što su košare, podmetači, a često i u vinogradarstvu i voćarstvu. Koristi se liko poglavito od vrste R. farinifera (sin. Raphia ruffia) koja raste na Madagaskaru i još nekim afričkim državama

## Vrste
1. Raphia africana Otedoh
2. Raphia australis Oberm. & Strey
3. Raphia diasticha Burret
4. Raphia farinifera (Gaertn.) Hyl.
5. Raphia gabonica S.Mogue, Sonké & Couvreur
6. Raphia gentiliana De Wild.
7. Raphia hookeri G.Mann & H.Wendl.
8. Raphia laurentii De Wild.
9. Raphia longiflora G.Mann & H.Wendl.
10. Raphia mannii Becc.
11. Raphia matombe De Wild.
12. Raphia monbuttorum Drude
13. Raphia palma-pinus (Gaertn.) Hutch.
14. Raphia regalis Becc.
15. Raphia rostrata Burret
16. Raphia ruwenzorica Otedoh
17. Raphia sese De Wild.
18. Raphia sudanica A.Chev.
19. Raphia taedigera (Mart.) Mart.
20. Raphia textilis Welw.
21. Raphia vinifera P.Beauv.
22. Raphia zamiana S.Mogue, Sonké & Couvreur

## Sinonimi
- Sagus Rumph. ex Gaertn.

## Galerija
- Raphia australis
- Pokrivalo za glavu od vlakana rafije
- torba od rafije plemena Ekoi